# Orelletes (Pitiüses)
L'orelleta és un dolç típic de les Pitiüses. El seu nom prové de la seua singular forma, similar al contorn d'una orella. Curiosament, en algunes poblacions confeccionen aquest dolç donant-li una presentació característica pròpia amb forma de flor.

## Ingredients
Per fer 500 g d'orelletes:
- 500 g de farina
- ratlladura d'una llimona
- quatre ous
- un rajolí d'anís
- 250 g de sucre